# وولف ليك
وولف ليك، هو مسلسل تلفزيوني درامي أمريكي خارق للطبيعة تم بثه في الأصل على شبكة سي بي إس في الفترة من19سبتمبر إلى 24 أكتوبر2001. تم إنتاج تسع حلقات، ولكن تم بث خمس حلقات فقط قبل أن يتم إلغاء المسلسل بواسطة شبكة سي بي إس. تم التقاط المسلسل الكامل، بما في ذلك الحلقات الأربع غير المقسمة، في وقت لاحق وبثه على يو بي ان في أبريل - مايو2002.  وولف ليك يصور مجموعة من الذئاب الضارية تعيش في إحدى ضواحي سياتل.

## ملخص
شرطي سياتل جون كانين يقترح الزواج من صديقته، روبي وايلدر، وتقبل. ومع ذلك، عندما دخلت سيارتها، تعرضت للهجوم. الشيء الوحيد الذي وجده كانين من خطيبته الآن هو يد مقطوعة. يسافر إلى مسقط رأسها وولف ليك للعثور على بعض الإجابات. ومع ذلك، فإن تجاربه هناك تثير المزيد من الأسئلة. ما لا يعرفه جون هو أن بعض سكان وولف ليك هم في الواقع ذئاب ضارية. المستذئبون، أو أولئك الذين نجوا من التغيير، يعيشون على «التل» ويتمتعون بمعاملة خاصة، منفصلة عن البشر العاديين.

## الطاقم

### رئيسي
- لو دياموند فيليبس - المحقق / الضابط جون كانين
- تيم ماثيسون - شريف ماثيو «مات» دونر
- جراهام جرين - السيد شيرمان بلاكستون
- ماري إليزابيث وينستيد - صوفيا دونر
- شارون لورانس - فيفيان «الخامس» كيتس
- سكوت بايرستو - تايلر كريد
- ميا كيرشنر - روبي وايلدر / كيتس / كريد
- بول سلافسكي - لوكاس «لوك» كيتس

### ظهور متكرر
- بروس ماكجيل - ويلارد «ويل» كيتس
- كيلي وايمير - ميراندا ديفيرو
- فيونا سكوت - بريسلي
- كارمن مور - نائبة مولي
- كريستيان بوشر - خطاف الأصدقاء

### ضيوف الشرف
- بيل موندي
- جريجوري إيتزين
- سام أندرسون
- ليفي جيمس
- كريج اوليجنيك
- سارة كارتر
- رالف ج.الديرمان
- كريج برونانسكي
- ستيف ماكاج
- كيلي دين سيريدا
- دين هنري
- ريان روبينز
- جودل فيرلاند

## الحلقات
تم بث أول خمس حلقات من وولف ليك على شبكة سي بي إس في سبتمبر-أكتوبر2001، قبل أن تسحب شبكة سي بي إس المسلسل من الهواء. تم عرض المسلسل لاحقًا على يو بي ان، مع ظهور الحلقات الأربع الأخيرة على يو بي ان في أبريل-مايو 2002.

## إذاعة
اشترت اي تي في حقوق عرض المسلسل في المملكة المتحدة.  في أغسطس 2006، اشترت قناة اس سي أي اف أي حقوق المشاركة لإعادة عرض المسلسل في الولايات المتحدة.

## وسائل الإعلام الرئيسية
تم توفير المسلسل على دي في دي في عام 2012.

## استقبال
بينما رون يرثيمر من صحيفة نيويورك تايمز قالت انه «طيار ملتوي اعدة» فارايتي مايكل شباير احظ أنه «يعمل في بعض الأحيان كما دراما عالية ولكن في بعض الأحيان يأتي قبالة كما سخيفة للغاية».
في حين أن المسلسل كان سيئ التصنيف، فقد حصل على ترشيحين لجائزة إيمي، لتصميم العنوان الرئيسي المتميز والموسيقى الرئيسية المتميزة. 

## روابط خارجية
- وولف ليك  في قاعدة بيانات الأفلام على الإنترنت (بالإنجليزية)
- في ثورة الخيال العلمي